# Jakob Joseph Kohaut
Jakob Joseph Kohaut (* um 1678 in Prag; † 27. Mai 1762 in Wien) war ein böhmischer Lautenist.

## Leben
Jakob Joseph Kohaut ist möglicherweise jener Musiker namens Kohott, den Johann Gottfried Walther als Lautenlehrer von Ernst Gottlieb Baron in Breslau (um 1710) erwähnt. 1718 kam Kohaut mit seiner Frau Anna Elisabeth geb. Faladin (1702–1736) nach Wien. Dort war er bis Hofmusiker beim Obersthofmeister Fürst Adam Franz Karl Schwarzenberg. Von 1729 bis 1731 unterrichtete er den Prinzen Paul Anton von Esterházy. Auch nachdem der Prinz für sein Studium nach Leiden gegangen war, durfte Kohaut mit seiner Familie weiterhin im Palais Esterházy wohnen bleiben. Vermutlich war Kohaut auch der Lehrer des Lautenisten Paul Charles Durant.
Kohaut war der Vater der Lautenisten und Komponisten Karl Kohaut (1726–1784) und Josef Kohaut (1734–1777).

## Werke
- Messe in C-Dur[5]
- Sonate in G-Dur[6]